# Piotr Morawiec
Piotr Morawiec (ur. 5 października 1961) – polski muzyk, gitarzysta grupy Kult.
Rodzina: 
- dzieci: Jan (ur. 1985), Leon (ur. 1999)

## Zespoły
- Zygzak (1980)
- Wieszaki Teatralne (1981)
- Kult (1982-83, 1988 i 1989-2024)

## Płyty z Kultem
- Tan
- Spokojnie
- 45–89
- Your Eyes
- Tata Kazika
- Muj wydafca
- Tata 2
- Salon Recreativo
- Poligono Industrial
- Hurra
- Prosto
- Wstyd
- Wstyd. Suplement 2016[2]
- Made in Poland[3]
- Made in Poland II[4]
- Live Pol’and’Rock Festival 2019[5]
- Ostatnia płyta[6]